# Supercopa de España (pallanuoto maschile)
La Supercoppa di Spagna (in spagnolo Supercopa de España) è la supercoppa nazionale spagnola di pallanuoto maschile; viene attribuita dalla Reale Federazione Spagnola del Nuoto (RFEN).
La competizione viene disputata dal 2001. La squadra con il maggior numero di titoli è il Atlètic-Barceloneta, con diciannove affermazioni.
Il trofeo viene assegnato attraverso una singola partita tra la squadra vincitrice del campionato e quella vincitrice della Copa del Rey; nel caso in cui la stessa squadra sia detentrice di entrambi i titoli partecipa la finalista di coppa. La partita fissa l'inizio della nuova stagione pallanuotistica e viene solitamente disputata in autunno.

## Albo d'oro
| Stagione | Vincitore   | Finalista   | Risultato |
| -------- | ----------- | ----------- | --------- |
| 2001     | Barceloneta | Real Canoe  | 8-6       |
| 2002     | Sabadell    | Barcellona  | 6-4       |
| 2003     | Barceloneta | Barcellona  | 13-9      |
| 2004     | Barceloneta | Barcellona  | 6-5       |
| 2005     | Sabadell    | Barcellona  | 8-5       |
| 2006     | Barceloneta | Sabadell    | 14-8      |
| 2007     | Barceloneta | Terrassa    | 14-5      |
| 2008     | Barceloneta | Sant Andreu | 17-6      |
| 2009     | Barceloneta | Terrassa    | 11-4      |
| 2010     | Barceloneta | Sabadell    | 11-7      |
| 2011     | Barceloneta | Barcellona  | 14-6      |
| 2012     | Sabadell    | Barceloneta | 9-7       |
| 2013     | Barceloneta | Real Canoe  | 14-7      |
| 2014     | Sant Andreu | Barceloneta | 13-2      |
| 2015     | Barceloneta | Mediterrani | 12-9      |
| 2016     | Barceloneta | Sabadell    | 12-5      |
| 2017     | Barceloneta | Terrassa    | 9-4       |
| 2018     | Barceloneta | Terrassa    | 13-6      |
| 2019     | Barceloneta | Mediterrani | 19-8      |
| 2020     | Sabadell    | Barcellona  | 10-9      |
| 2021     | Barceloneta | Barcellona  | 11-8      |
| 2022     | Barceloneta | Sabadell    | 8-7       |
| 2023     | Barceloneta | Sabadell    | 10-5      |
| 2024     | Barceloneta | Sabadell    | 15-8      |

## Vittorie per squadra
| Squadra     | Titoli | Anni |
| ----------- | ------ | --- |
| Barceloneta | 19     | 2001, 2003, 2004, 2006, 2007, 2008, 2009, 2010, 2011, 2013, 2015, 2016, 2017, 2018, 2019, 2021, 2022, 2023, 2024 |
| Sabadell    | 4      | 2002, 2005, 2012, 2020                                                                                           |
| Sant Andreu | 1      | 2014 |